# Gabriel Legué
Gabriel Legué (geb. ca. 1852 in Bonnétable (Sarthe); gest. 1913 in Paris) war ein französischer Arzt und Medizinhistoriker.
Legué ist heute insbesondere für seine Werke um die medizinische Geschichte der Besessenen von Loudun, d. h. die Ereignisse der "Teufel" bzw. possédées de Loudun bekannt. Das zusammen mit Georges Gilles de la Tourette verfasste bzw. herausgegebene und zuerst in der französischen Buchreihe Bibliothèque diabolique (Collection Bourneville) erschienene Buch mit der Autobiographie der hysterisch besessenen Ursulinen-Oberin Jeanne des Anges nach einem Manuskript in der Stadtbibliothek von Tours ist ein Klassiker zum Thema Besessenheit und Exorzismus.

## Publikationen
- Soeur Jeanne des Anges, supérieure des Ursulines de Loudun (XVIIe siècle), Autobiographie d'une hystérique possédée, d'après le manuscrit inédit de la bibliothèque de Tours. Gabriel Legué; Georges Gilles de la Tourette. Paris, 1886. Vorwort von Professor Charcot.[1] Bibliothèque diabolique (Collection Bourneville)Digitalisat (Inhaltsverzeichnis)
- Urbain Grandier et les possédées de Loudun [Urbain Grandier und die Besessenen von Loudun]
- Médecins et empoisonneurs au XVIIe siècle [Ärzte und Giftmischer im 17. Jahrhundert]
- La messe noire [Die schwarze Messe]
- Documents pour servir à l'histoire médicale des possédées de Loudun [Dokumente zur medizinischen Geschichte der Besessenen von Loudun]